# 西蒙·赵
西蒙·赵（英文：Simon Cho，1991年10月7日—），出生韩国首尔，是美国著名的男子短道速滑运动员。他是2011年世界短道速滑锦标赛500米冠军。

## 职业生涯
2011年世界短道速滑锦标赛中，赵获得500米金牌和5000米接力铜牌。

## 资料来源
- 国际滑联官网2011世界短道速滑锦标赛新闻报道(英文)
- Simon Cho-国际滑冰联盟（ISU）